# Hôtel de Gasqui
L'Hôtel Gasqui, est un bâtiment à Avignon, dans le département de Vaucluse.

## Histoire
Joseph Gasqui (1670-1732), docteur en droit de l'université d'Avignon, et avocat, a acheté en 1706 une maison place des Trois-Pilats pour son fils Vincent-Xavier Gasqui (1702-1774), docteur en droit et avocat comme son père, viguier de Pernes, juge des gabelles et consulteur du Saint-Office. Il a fait reconstruire la maison dans le second quart du XVIIIe siècle comme l'indique un document de 1744 dans lequel il est écrit qu'elle « vient d'être rebâtie ». 
L'hôtel a été le siège des Illuminés d'Avignon, secte fondée par Dom Pernety. Antoine-Joseph Pernety a été arrêté à Avignon en 1793 puis a été relâché sur intervention du représentant en mission Poultier. Il a alors été recueilli par le citoyen Gasqui dans son hôtel de la place des Trois-Pilats. Antoine-Joseph Pernety y est mort, le 25 vendémiaire an V (16 octobre 1796). 
Son fils Joseph-Régis de Gasqui, juge de paix, s'est marié à Marie-Magdeine Morard. Leur fille aînée, Marie-Eugénie de Gasqui (1799- ), s'est mariée le 20 août 1828 avec Edmond de La Bastide faisant entré cet hôtel dans la famille de La Bastide.
L'hôtel est inscrit au titre des monuments historiques le 4 octobre 1932.
Depuis février 2022, le bâtiment a été divisé en 14 appartements.